# 조이 도이치
조이 도이치(영어: Zoey Deutch, 1994년 11월 10일 ~ )는 미국의 배우이다. 판타지 영화 《뷰티풀 크리처스》 (2013)와 공포 코미디 영화 《뱀파이어 아카데미》 (2014)에 출연하며, 경력을 시작했다. 2016년에 코미디 영화 《에브리바디 원츠 썸!!》에서 비벌리 역과 코미디 영화 《와이 힘?》에서 스테퍼니 플레밍 역으로 출연했다. 2017년에는 드라마 영화 《일곱 번째 내가 죽던 날》에서 서맨사 킹스턴, 코미디 드라마 영화 《플라워》에서 에리카 밴드로스, 로맨틱 드라마 영화 《상사에 대처하는 로맨틱한 자세》에서 하퍼 역으로 출연했다.
영화 감독 하워드 도이치와 배우 리아 톰프슨의 딸이다. 《더 이어 오브 스펙타큘라 맨》 (2017), 《버팔로이드》 (2019) 등에서는 제작 겸 출연까지 했으며, 전자의 경우에는 톰프슨이 연출, 메이들린 도이치가 각본 및 연기, 하워드 도이치는 제작을 하며, 온 가족들이 참여했다.

## 어린 시절
1994년 11월 10일 미국 캘리포니아주 로스엔젤레스에서 영화 감독 하워드 도이치와 배우 리아 톰프슨의 딸로 태어났다. 언니인 메이들린 도이치가 있으며, 그 역시도 배우로 활동한다. 다른 가까운 친척들에는 음악가 버바라 배리 톰프슨 (Barbara Barry Thompson), 음반 제작가 (music executive) 머리 도이치 (Murray Deutch), 배우 로버트 월든 등이 있다. 미네소타 출신인 어머니는 아일랜드 혈통이고 뉴욕주 출신 아버지는 유대계이다. 조이 도이치는 유대교도이며 바트 미츠바를 하였다.
다섯 살 때 연기 수업을 듣기 시작했다. 오크우드 스쿨, 로스앤젤레스 주립 예술 고등학교, 영 액터스 스페이스를 다녔다. L.A. 주립 예술 고등학교에서 연기를 전공했다. 책을 많이 읽으며, 정치 사회 교사 (근래에는 헌법에 집중)와 공부를 하고 로스앤젤레스 주립 미술관에서 미술 수업을 듣는다.

## 경력

### 2010–2013년
도이치는 15살 때인 2010년에, 디즈니 채널의 오리지널 드라마 《잭과 코디, 우리 학교는 호화 유람선》에서 잭 마틴의 애정 상대 마야 역으로 배우 경력을 시작했다.
2011년부터 2012년까지, The CW의 스릴러 드라마 《RINGER》에서 조연인 줄리엣 마틴 역을 연기했다. 어머니와 언니랑 함께 출연한 《메이어 컵케이크》 (2011)으로 영화 데뷔를 하기도 했다. 《어메이징 스파이더맨》에서 작은 배역을 맡았지만, 감독인 마크 웹은 그가 출연한 장면을 편집해버렸으나, 그래도 DVD에는 그 장면이 포함되어있다.
조이 도이치의 영화 무대에서 주목을 받은 것은 작가 캐미 가르시아와 마거릿 스톨이 쓴 미국의 청소년 소설이자 캐스터 크로니클의 첫 번째 작품이기도 한 책을 원작으로 하며, 엠마 톰프슨, 토머스 맨, 올든 에런라이크와 같이 출연한 2013년 판타지 로맨스 드라마 영화 《뷰티풀 크리처스》의 조연 에밀리 애셔 역이었다. 또한 《NCIS》, 《크리미널 마인드: 워싱턴 D.C.》, ABC 패밀리의 《스위치드 앳 버스》, 마크 체리의 드라마 《Hallelujah》 파일럿 등에 출연했다.

### 2014–2016년
도이치는 리첼 미드가 쓴 6부작 베스트 셀러 청소년 소설 중 첫 번째 작품을 기반으로 한 《뱀파이어 아카데미》 (2014)에서 로즈매리 해서웨이 역으로 출연했다. 이 영화는 그녀가 주연으로서 출연한 첫 영화였다. 뉴욕 데일리 뉴스의 조던 호프먼은 영화에서 그녀의 연기를 두드러지는 주연 연기라고 평했다.
2014년 1월에, 랜돌 밀러가 연출하는 그렉 올먼의 전기 영화 《미드나이트 라이더》에서 그가 타이슨 리터의 주요 상대역이라는 주연을 맡았음이 알려졌다. 그 다음에 도이치는 10대 성장 코미디 영화 《굿 키즈》에 참여했고 영화는 버티컬 엔터테인먼트 배급으로 2016년 10월 21일에 개봉했다. 또한 줄리 플렉과 수 크래머의 영화 《Cover Girl》에 주연을 맡았고 어밴 조기아와 같이 The New Division의 곡 <Opium>의 공식 뮤직 비디오에 출연하기도 했다.
2016년에 도이치는 SXSW 영화제에서 최초 공개된, 리처드 링클레이터의 《에브리바디 원츠 썸!!》에서 비벌리 역을 연기했다. 도이치는 해당 영화의 유일한 여성 주연이며, 블레이크 제너가 연기한 신입생 대학야구선수 제이크 브래드퍼드와 호흡을 맞췄다. 로버트 드 니로와 잭 애프론이 출연한 영화 《오 마이 그랜파》에서 애프론 역의 사랑 상대로 출연했고 제임스 프랭코, 브라이언 크랜스턴, 메건 멀랠리와 같이 《와이 힘?》에 출연했다. 도이치는 제임스 프랭코가 연기한 억만장자 레어드와 사랑에 빠지는, 브라이언 크랜스턴과 메건 멀랠리 배역의 딸이자 스탠퍼드대의 학생 역을 연기했다. 그 다음 출연작은 에머리 코언, 에밀 허시, 조이 크래비츠와 같이 출연한 범죄 드라마 영화 《빈센트 앤 록시》이며, 2016년 트라이베카 영화제에서 첫 공개되었다.

### 2017년–현재
도이치는 제니퍼 빌스, 키언 롤리 등이 출연한, 로런 올리버의 청소년 소설 장르 베스트 셀러를 각색한 《일곱 번째 내가 죽던 날》에 사만다 "샘" 킹스턴 역으로 출연했다. USA 투데이의 앤드리아 맨들은 《일곱 번째 내가 죽던 날》을 도이치의 발전해가는 경력의 디딤돌이라고 평했다. 《굿 키즈》, 《오 마이 그랜파》, 《일곱 번째 내가 죽던 날》 의 각본은 2011년 블랙 리스트에 있었다. 도이치가 출연한 두 번째 영화인 대니 스트롱의 《호밀밭의 반항아》가 2017년 선댄스 영화제에서 공개되었다. 작가 제롬 데이비드 샐린저의 전기 영화에서 도이치는 니콜라스 홀트, 케빈 스페이시, 로라 던의 상대역 오나 오닐로 모습을 보였다.
도이치는 맥스 윙클러가 연출하고, 앨릭스 매큘레이가 각본을 쓴 《플라워》에 출연했다. 《플라워》는 2012년 블랙리스트에 있었고 2017년 트라이베카 영화제에서 첫 공개되었다. 《콜리더》의 오드리 페이지는 그의 연기를 "깊은 감동을 주는 주연 연기"라고 평했고 《인디와이어》의 데이비드 엘릭은 이 영화가 " 조이 도이치가 발전해가는 진정한 스타라는 것을 확신시켜주었다"라고 생각했다. 《할리우드 리포터》의 프랭크 섀크는 "《플라워》는 조이 도이치의 대단한 연기로만 보완될 수 있으며, 만일 더 나은 작품이었다면 그녀는 스타가 되었을 것이다"라고 결론지었다.
도이치는 어밴 조기아, 언니인 메이들린, 캐머런 모너핸, 니컬러스 브라운과 같이, 어머니 리아 톰프슨의 감독 데뷔작 《더 이어 오브 스펙타큘라 맨》에서 사브리나로 출연했다. 또한 영화 제작에도 관여했다. 2017년 6월 2017 로스앤젤레스 영화제에서 세계 최초 공개되었고 극장 개봉 전 여러 영화제에서 상영되었다. 《We Live Entertainment》의 스캇 멘젤은 영화에서 도이치가 맡은 사브리나 역에 대해 "지금까지 그녀가 펼친 최고의 연기라는 것에 의문의 여지가 없다"라고 평했다.
앞에 언급한 작품들을 한 같은 해에, 도이치는 에드 시런의 음반 《÷》의 곡 <Perfect>의 공식 뮤직 비디오에서 에드 시런의 상대역으로 모습을 보였다. 2017년 11월 9일에 공개된 이 뮤직 비디오는 2019년 4월을 기준으로 조회수 19억 6천만을 기록하고 1천만 개의 좋아요를 받았다. 또한 2017년에 컬트 영화 《더 룸》에 관한 뒷이야기를 다룬, 그렉 세스테로와 톰 비셀의 저서를 배경으로 한 제임스 프랭코의 《더 디제스터 아티스트》에 출연했다.
도이치는 넷플릭스의 로맨틱 코미디 영화 《상사에 대처하는 로맨틱한 자세》에 《에브리바디 원츠 썸!!》에서 같이 출연했던 글렌 포웰의 상대역으로 출연하게 되었다. 영화 줄거리는 과다한 업무에 시달리는 어시스턴트 두 명이 자신들의 끔찍한 상사들을 서로 이어주어서, 상사의 괴롭힘에서 벗어나려고 하는 이야기를 다루고 있다. 또한 2018년에 조니 뎁과 같이 드라마 코미디 영화 《수상한 교수》에서 배역을 맡았고 타냐 웩슬러가 연출한 드라마 영화 《버팔로드》에 출연했다.
2018년 7월, 도이치가 넷플릭스에서 공개될 예정인 미국의 신작 코미디 웹 텔레비전 드라마 《더 폴리티션》에 출연할 것이라는 소식이 알려졌다. 도이치는 또한 2019년 10월 11일에 개봉 예정인 《좀비랜드》의 후속작 《좀비랜드 2》에도 출연할 예정이다.

## 그외 활동
도이치는 구구 음바타로, 호드리구 산토루, 빈스 본과 함께 2017년 아카데미 니콜 펠로십스 인 스크린라이팅 어워드 시상식 & 발표식에서 2017년 수상을 한 각본 5개에서 선정된 장면들을 낭독하는 활동을 했다. 2018년 인디펜던트 스피릿 어워드에서는 발표자로 참석하기도 했다. 2018년 글로벌 리더십 어워드에서 비영리, 비정부 기구인 바이털 보이스즈의 창립자 힐러리 클린턴을 환영하는 호스트로서 무대에 다시 서기도 했다. 뉴욕 링컨 센터에서 열린 "Embrace Ambition Summit"의 연설자 중 한 명으로 참석했다. 2018년 아카데미 회원으로 초청된 이 중 한 명이었다.

## 사회 운동
도이치는 미국 가족 계획 연맹의 지지자이고 임신 중절 찬성을 하는 앞에 언급한 단체의 집회의 옹호자 중 한 명 및 캘리포니아주 새크라멘토에서 열린 로 대 웨이드 사건 제45주년을 기념하는 지도자 중 한 명이었다. 어머니 리아 톰프슨과 언니 메이들린 도이치와 함께, 알츠하이머 단체와 비영리단체 "What a pair!"의 모금 활동을 펼쳤다. 가족들과 같이, 멕시코 바하에 있는 고아들을 지원하는 단체인 Corazón de Vida와 같이 10년 이상을 활동했다. 2017년과 2018년 여성 행진에 참여했다. 토리 버치 제단의 Embrace Ambition 캠페인에 참여하기도 했다. 도이치는 Dress For Success의 활동을 후원하는 제7회 "Shop for Success" 자선 디자이너 쇼핑 이벤트의 유명인 홍보대사 중 한 명이었다. 성희롱 반대 운동인 Time's Up에 대해 지지를 나타내기도 했다. 자선 활동을 위한 여러 기금 모음 활동에 참여하고 있고 다양한 복지 활동을 지지하고 있다.

## 패션 잡지
도이치는 잡지사 《Justine》의 2013년 2월 호 , 잡지사 《Miabella》의 2013년 4월호, 잡지사 《Afterglow》의 2013년 12월호, 잡지사 《Bello》의 2014년 3월호, 잡지사 《Flaunt》의 2015년 6월호, 《코스모폴리탄》 미국판의 2016년 2월호, 잡지사 《루주》의 2016년 봄호의 커버를 맡았다. 《Harper by 하퍼스 바자》는 2016년 9월 커버에 등장했고 게스트 편집자로 활동했다.
도이치는 《인터뷰》의 2013년 3월호, 《얼루어》의 2016년 12월호의 모델이기도 했고 잡지사 세븐틴과 《인스타일》의 2014년 2월호, 《나일론》의 2015년 12월호, 《W》의 2016년 1월과 2017년 4월호, 《배너티 페어 이탈리아》 2017년 3월호, 《보그 러시아》와 《보그 터키》의 2017년 4월호, 《배너티 페어 스페인》의 2017년 5월호, 《마리끌레르 인도네시아》의 2017년 7월호, 《원더랜드》 매거진 2017년 여름호 토리 버치 LLC의 서머 캠페인 샷에 등장했다.
《C 캘리포니아 스타일 매거진》의 2017년 4월호 커버 모델이었고 또한 《마리끌레르》의 2017년 새로운 얼굴이자 마리 클래어의 2017년 5월판의 커버 스타 중 한 명이었다. 《디 에디트》 잡지사의 2017년 5월호에 올해의 할리우드 여배우 포트폴리오라는 커버 및 《타이덜 매거진》의 2017년 봄/여름호 07과 《뉴욕 포스트 Alexa》의 2018년 2월호 커버에 올랐다. 《오션 드라이브 매거진》, 《Capitol File 매거진》, 《Los Angeles Confidential 매거진》의 2018년 5월 커버 모델이 되었다.
도이치는 저명한 소식통들이 선정한 베스트 드레서 리스트에 자주 포함되었고 밀라노 패션 위크, 파리 패션 위크, 다이앤 본 퍼스텐버그, 쿠신 잇 오취스, DKNY, 뉴욕 패션 위크 등의 앞자리에서 모습을 보였다.

## 미디어에서
2013년에 《글래머》는 조이 도이치를 "할리우드 차세대 빅 스타" 목록에 포함시켰다. 도이치는 야후!가 선정한 2014년의 떠오르는 스타 중 한 명에 속했다. 2014년에 《배너티 페어》는 도이치를 "할리우드의 새로운 물결"에 포함시켰다. 같은 해에 《버라이어티》는 또한 도이치를 "'It' Girls (And Boys): 젊은 할리우드의 떠오르는 스타" 목록에 포함시켰다. 《할리우드 리포터》는 "2016년 차세대 재능: 할리우드의 떠오르는 스타 35인" 목록에 도이치를 넣었다.
《하퍼스 바자》는 도이치를 "빠르게 커가는 할리우드의 가장 가치있는 젊은 선수"라고 표현했다. 2017년에 영국의 《GQ》는 "할리우드의 가장 잘나가는 신인 배우"라고 묘사했고 《그라치아 이탈리아》는 "새로운 세대의 배우 및 운동가"의 상징이라 묘사했다. 2018년 《인디와이어》 비평가들 조사에서, "30세 이하 최고의 미국 배우들" 중 한 명에 속했다.

## 사생활
2012년부터 2016년까지 배우 어밴 조기아와 사귀었다. 2017년 1월에 커플은 좋은 관계로 헤어졌다. 2018년부터 동료 배우 딜런 헤이스와 사귀고 있다.

## 출연작

### 영화
| 연도 | 제목                          | 배역              | 참고           |
| ---- | ----------------------------- | ----------------- | -------------- |
| 2011 | 메이어 컵케이크               | 라나 마로니       |                |
| 2012 | 어메이징 스파이더맨           | 떠드는 소녀       | 삭제 장면      |
| 2013 | 뷰티풀 크리처스               | 에밀리 애셔       |                |
| 2014 | 뱀파이어 아카데미             | 로즈메리 해서웨이 |                |
| 2016 | Of Dogs and Men               | 릴리              | 단편 영화      |
| 2016 | 오 마이 그랜파                | 샤디아            |                |
| 2016 | 에브리바디 원츠 썸!!          | 베벌리            |                |
| 2016 | 빈센트 앤 록시                | 케이트            |                |
| 2016 | 굿 키즈                       | 노라 설리번       |                |
| 2016 | 와이 힘?                      | 스테파니 플레밍   |                |
| 2017 | 일곱 번째 내가 죽던 날        | 서맨사 킹스턴     |                |
| 2017 | 호밀밭의 반항아               | 우나 오닐         |                |
| 2017 | 더 디제스터 아티스트          | 보비              |                |
| 2017 | 플라워                        | 에리카 밴드로스   |                |
| 2017 | 더 이어 오브 스펙타큘라 맨    | 사브리나 클라인   | 공동 제작 겸함 |
| 2018 | 상사에 대처하는 로맨틱한 자세 | 하퍼 무어         |                |
| 2018 | 수상한 교수                   | 클레어            |                |
| 2019 | 사채왕 페그                   | 페그 다           | 제작 겸함      |
| 2019 | 좀비랜드: 더블 탭             | 매디슨            |                |
| 2022 | 아웃핏                        | 메이블            |                |
| 2022 | 낫 오케이                     | 대니 샌더스       |                |
| 2025 | 누벨 바그                     | 진 시버그         |                |

### 텔레비전
| 연도    | 제목                               | 배역                       | 참고                                  |
| ------- | ---------------------------------- | -------------------------- | ------------------------------------- |
| 2010–11 | 잭과 코디, 우리 학교는 호화 유람선 | Maya Bennett               | 조연; 7편                             |
| 2011    | NCIS                               | Lauren                     | 에피소드: "One Last Score"            |
| 2011    | 크리미널 마인드: 워싱턴 D.C.       | Blue Mask Girl/Kristi Anna | 에피소드: "The Girl in the Blue Mask" |
| 2011    | Hallelujah                         | Willow Turner              | ABC의 미방영 파일럿 드라마            |
| 2011–12 | RINGER                             | Juliet Martin              | 조연; 18편                            |
| 2013    | 스위치드 앳 버스                   | Elisa Sawyer               | 게스트 출연; 2편                      |
| 2014    | 언더 더 건                         | 본인 역/초청 판정단        | 에피소드: "Unconventional Vampire"    |
| 2019    | 더 폴리티션                        | Infinity                   | 주연                                  |

### 뮤직 비디오
| 연도 | 제목      | 아티스트         |
| ---- | --------- | ---------------- |
| 2014 | "Opium"   | The New Division |
| 2017 | "Perfect" | 에드 시런        |

## 수상 및 후보
| 연도 | 시상식                                 | 부분                         | 작품명                 | 결과 | 각주    |
| ---- | -------------------------------------- | ---------------------------- | ---------------------- | ---- | ------- |
| 2014 | 틴 초이스 어워드                       | 영화 여자배우상: 코미디 부문 | 뱀파이어 아카데미      | 후보 | [ 116 ] |
| 2016 | 나파 계곡 영화제                       | Chandon Rising Star          | 빈칸                   | 수상 | [ 117 ] |
| 2017 | 우먼 인 필름 크리스털+루시 필름 어워드 | MAXMARA 새로운 얼굴상        | 빈칸                   | 수상 | [ 118 ] |
| 2017 | 달라스 국제 영화제                     | Diff Shining Star Award      | 빈칸                   | 수상 | [ 119 ] |
| 2017 | SCAD 서배너 영화제                     | 떠오르는 스타상              | 빈칸                   | 수상 | [ 120 ] |
| 2017 | 틴 초이스 어워드                       | 영화 여자배우상: 드라마 부문 | 일곱 번째 내가 죽던 날 | 후보 | [ 121 ] |
| 2019 | 이스키아 국제 영화 및 음악 축제        | 올해의 이스키아 여자배우상   | 빈칸                   | 수상 | [ 122 ] |